# George Hees

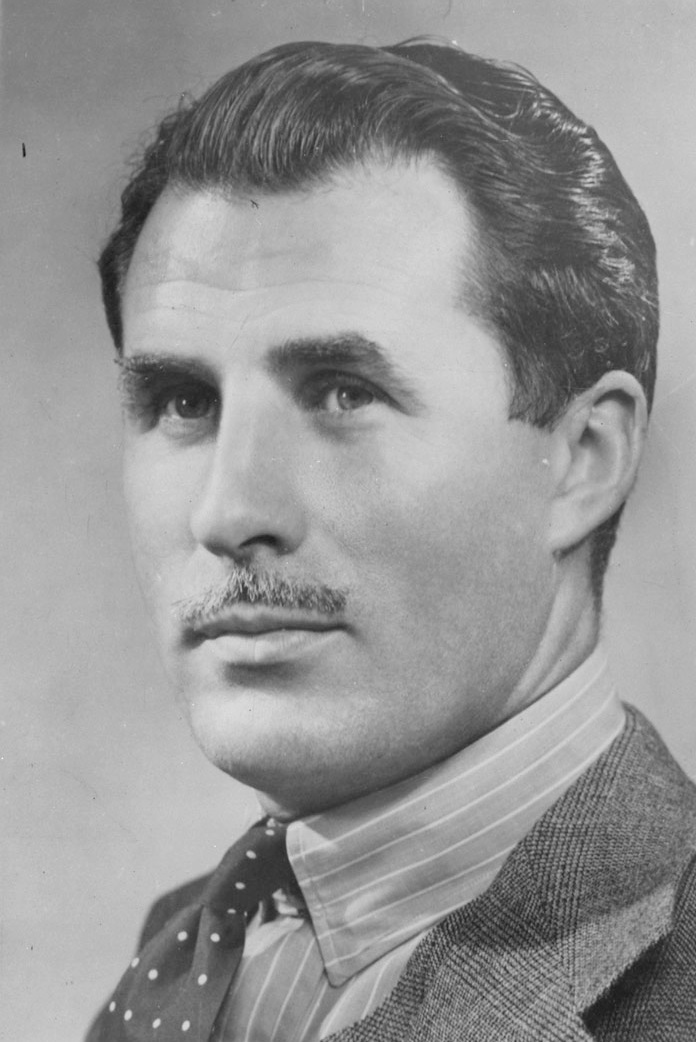
George Hees

George Harris Hees PC OC (* 17. Juni 1910 in Toronto, Ontario; † 11. Juni 1996) war ein kanadischer Politiker der Progressiv-konservativen Partei (PC), der fast 36 Jahre lang Mitglied des Unterhauses war. Zwischen 1957 und 1960 war er erst Verkehrsminister sowie anschließend von 1960 bis 1963 Minister für Handel und Gewerbe im 18. kanadischen Kabinett von Premierminister John Diefenbaker sowie später zwischen 1984 und 1988 Minister für Veteranenangelegenheiten im 24. kanadischen Kabinett von Premierminister Brian Mulroney. Hees war Ende der 1930er Jahre professioneller Canadian-Football-Spieler bei den Toronto Argonauts des Canadian Football Council und gewann mit der Mannschaft 1938 den Grey Cup.

## Leben

### Canadian Football-Spieler und Unterhausabgeordneter
Hees, der aus einer Unternehmerfamilie stammte, war Ende der 1930er Jahre professioneller Canadian Football-Spieler bei den Toronto Argonauts des Canadian Football Council und gewann mit der Mannschaft 1938 den Grey Cup. 1939 trat er in die Canadian Army ein und nahm als Brigade Major der 5. Infanterieregiment bis 1945 an verschiedenen Kampfeinsätzen im Zweiten Weltkrieg teil. Danach war er als Unternehmer, Industrieller und Fabrikant tätig.
Bei der Wahl vom 11. November 1945 kandidierte Hees im Wahlkreis Spadina für die Progressiv-konservative Partei ohne Erfolg erstmals für ein Mandat im Unterhaus und wurde bei einer Nachwahl am 15. Mai 1950 zum Abgeordneten in das Unterhaus gewählt, in dem er den Wahlkreis Broadview bis zum 7. April 1963 vertrat.
Während dieser Zeit war er als Nachfolger von George Nowlan vom 15. März 1954 bis zum 15. Januar 1956 Präsident der Progressiv-konservativen Partei und als solcher für Geschäftsführung und interne Organisation der Partei verantwortlich.

### Bundesminister im Kabinett Diefenbaker und Munsinger-Affäre
Am 21. Juni 1957 wurde Hees von Premierminister John Diefenbaker in das 18. kanadische Kabinett berufen und war dort zunächst Verkehrsminister sowie anschließend vom 11. Oktober 1960 bis zum 8. Februar 1963 Minister für Handel und Gewerbe.
1963 war er in die sogenannte Munsinger-Affäre verstrickt, den ersten politischen Sex-Skandal Kanadas. Gerda Munsinger, eine angebliche Prostituierte aus Deutschland, hatte zwischen 1958 und 1961 Liebesbeziehungen zu ihm sowie zum beigeordneten Verteidigungsminister Pierre Sévigny. Sévigny unterzeichnete sogar ihren Einbürgerungsantrag. Die Royal Canadian Mounted Police überprüfte Munsingers Herkunft und fand heraus, dass sie nach dem Zweiten Weltkrieg einige Zeit in der sowjetischen Besatzungszone gelebt hatte und somit ein Sicherheitsrisiko darstellte. Die Angelegenheit wurde hinter verschlossenen Türen geregelt: Justizminister Davie Fulton ließ sie nach Deutschland abschieben und Hees sowie Sévigny traten am 8. Februar 1963 zurück.

### Wiederwahl zum Unterhausabgeordneten und Bundesminister im Kabinett Mulroney
Hees verzichtete nach der Munsinger-Affäre auf eine Kandidatur bei der Unterhauswahl vom 8. April 1963. Bei der darauf folgenden Wahl vom 8. November 1965 wurde Hees allerdings für die PC im Wahlkreis Northumberland wieder zum Abgeordneten in das Unterhaus gewählt und vertrat nach der Wahl vom 25. Juni 1968 den Wahlkreis Prince Edward-Hastings, ehe er schließlich seit der Wahl vom 22. Mai 1979 bis zu seinem Ausscheiden aus dem Unterhaus am 20. November 1988 wieder den Wahlkreis Northumberland vertrat.
Danach übernahm er führende Funktionen innerhalb seiner Partei, die sich seit der Wahl vom 8. April 1963 in der Opposition befand. Zunächst war er zwischen 1966 und 1967 Sprecher der PC-Fraktion für Handel und Gewerbe. Nach dem Rücktritt von John Diefenbaker als Parteivorsitzender bewarb sich Hees auf dem Parteitag am 9. September 1967 um dessen Nachfolge, unterlag jedoch Robert Stanfield, dem Premierminister von Nova Scotia. Danach war er von September 1968 bis 1969 Vorsitzender des Caucus der Progressiv-konservativen Partei, eine Versammlung der Mitglieder und Anhänger der PC zur Vorwahl von Kandidaten für hohe politische Ämter.
Nachdem Hees von Dezember 1972 bis September 1974 Sprecher der oppositionellen PC-Fraktion für nationale Verteidigung war, fungierte er zwischen dem 10. September 1974 und Mai 1976 als Oppositionssprecher für Industrie, Handel und Gewerbe.
Am 17. September 1988 wurde Hees von Premierminister Brian Mulroney als Minister für Veteranenangelegenheiten in das 24. kanadische Kabinett berufen und bekleidete dieses Ministeramt bis zum 14. September 1988. Zugleich fungierte er zwischen dem 27. August 1987 und dem 14. September 1988 als Staatsminister mit der besonderen Verantwortung für Senioren.
Für seine langjährigen Verdienste wurde Hees, der nach seinem Ausscheiden aus Regierung und Unterhaus Botschafter des Nahrungsmittelhilfeprogramms der Kanadischen Internationalen Entwicklungsagentur CIDA/ACDI (Canadian International Development Agency/Agence canadienne de développement international) war, am 30. April 1989 zum Officer des Order of Canada ernannt.

## Veröffentlichungen
- Campaigning to win, Ottawa, 1952, Neuauflage 1957
- They gave us peace, in: Disarmament Bulletin, Sommer/Herbst 1987